# 偕日升
偕日升是一顆恆星（也可以是月球或行星）經過隱藏在地平線下一段時間或一定的週期之後，首度在拂曉時又出現在東方地平線上（即合之後），或正好在地平線上但隱藏在太陽的光芒之中的現象。在偕日升之後的每一天，這顆恆星出現的時間將一天比一天早一點，出現在天空中不被陽光遮蔽的時間也同樣的日漸增長（太陽相對於恆星每日沿著黃道向東移動），過一段日子後，這顆恆星在黄昏時已移至地平線並西落，這時稱為偕日落。一顆恆星在歷經大約一年的時間後會再在東方天空偕日升。
並非所有的恆星都有偕日升：有許多恆星（與觀測者在地球上的地理緯度有關）始終在地平線之上，永遠都能在陽光淹沒前於黎明的曙光中看到（即在恆顯圈內），同樣也有許多恆星始終地平線下看不見的（即在恆隱圈內）。
在早期的曆法或黃道十二宮的圖上會標示星座，包含在其中的恆星，的出沒。古埃及的曆法據天狼星的偕日升來制定，並設置了36顆偕日升的恆星，稱為旬星（將黃道360度的圓分割為10度一個段落），發展出一套在夜晚推算時間的方法。蘇美、巴比倫和古希臘也使用各種各樣的偕日升星來確定農耕漁牧的時間。在紐西蘭的毛利人將七姐妹偕日升訂為新年的開始(大約在七月)。
相對於偕日升，當黃昏時出現在東方地平線的天體，例如滿月，也有個名詞稱為日沒升（日落之際東升的天體，可理解成在衝的位置）。